# Svjetsko prvenstvo u plivanju 1998.
Svjetsko prvenstvo u plivanju 1998. odražano je od 8. do 17. siječnja 1998. godine u australskom gradu Perthu kao jedan od dijelova VIII. svjetskog prvenstva u vodenim sportovima.

## Pojedinačna natjecanja

### Slobodni stil

#### 50 m slobodno
| Mjesto | Država     | Plivač           | Vrijeme  |
| ------ | ---------- | ---------------- | -------- |
| 1.     | SAD        | Bill Pilczuk     | 00:22,29 |
| 2.     | Rusija     | Aleksandr Popov  | 00:22,43 |
| 3.     | Portugal   | Ricardo Busquets | 00:22,47 |
| 3.     | Australija | Michael Klim     | 00:22,47 |

| Mjesto | Država   | Plivačica     | Vrijeme  |
| ------ | -------- | ------------- | -------- |
| 1.     | SAD      | Amy Van Dyken | 00:25,15 |
| 2.     | Njemačka | Sandra Völker | 00:25,32 |
| 3.     | NR Kina  | Ying Shan     | 00:25,36 |

#### 100 m slobodno
| Mjesto | Država     | Plivač          | Vrijeme  |
| ------ | ---------- | --------------- | -------- |
| 1.     | Rusija     | Aleksandr Popov | 00:48,93 |
| 2.     | Australija | Michael Klim    | 00:49,20 |
| 3.     | Švedska    | Lars Frölander  | 00:49,53 |

| Mjesto | Država   | Plivačica         | Vrijeme (s) |
| ------ | -------- | ----------------- | ----------- |
| 1.     | SAD      | Jenny Thompson    | 00:54,95    |
| 2.     | Slovačka | Martina Moravcová | 00:55,09    |
| 3.     | Finska   | Ying Shan         | 00:55,10    |

#### 200 m slobodno
| Mjesto | Država     | Plivač                    | Vrijeme (min) |
| ------ | ---------- | ------------------------- | ------------- |
| 1.     | Australija | Michael Klim              | 01:47,41      |
| 2.     | Italija    | Massimiliano Rosolino     | 01:48,30      |
| 3.     | Nizozemska | Pieter van den Hoogenband | 01:48,65      |

| Mjesto | Država     | Plivačica         | Vrijeme (min) |
| ------ | ---------- | ----------------- | ------------- |
| 1.     | Kostarika  | Claudia Poll      | 01:58,90      |
| 2.     | Slovačka   | Martina Moravcová | 01:59,61      |
| 3.     | Australija | Julia Greville    | 01:59,92      |

#### 400 m slobodno
| Mjesto | Država                 | Plivač        | Vrijeme  |
| ------ | ---------------------- | ------------- | -------- |
| 1.     | Australija             | Ian Thorpe    | 03:46,29 |
| 2.     | Australija             | Grant Hackett | 03:46,44 |
| 3.     | Ujedinjeno Kraljevstvo | Paul Palmer   | 03:48,02 |

| Mjesto | Država   | Plivačica      | Vrijeme (min) |
| ------ | -------- | -------------- | ------------- |
| 1.     | NR Kina  | Yan Chen       | 04:06,72      |
| 2.     | SAD      | Brooke Bennett | 04:07,07      |
| 3.     | Njemačka | Dagmar Hase    | 04:08,82      |

#### 1500 m + 800 m slobodno
| Mjesto | Država     | Plivač             | Vrijeme (min) |
| ------ | ---------- | ------------------ | ------------- |
| 1.     | Australija | Grant Hackett      | 14:51,70      |
| 2.     | Italija    | Emiliano Brembilla | 15:00,59      |
| 3.     | Australija | Daniel Kowalski    | 15:03,94      |

| Mjesto | Država     | Plivačica         | Vrijeme (min) |
| ------ | ---------- | ----------------- | ------------- |
| 1.     | SAD        | Brooke Bennett    | 08:28,71      |
| 2.     | SAD        | Diana Munz        | 08:29,97      |
| 3.     | Nizozemska | Kirsten Vlieghuis | 08:32,34      |

### Leđni stil

#### 100 m leđno
| Mjesto | Država   | Plivač            | Vrijeme (s) |
| ------ | -------- | ----------------- | ----------- |
| 1.     | SAD      | Lenny Krayzelburg | 00:55,00    |
| 2.     | Kanada   | Mark Versfeld     | 00:55,17    |
| 3.     | Njemačka | Stev Theloke      | 00:55,20    |

| Mjesto | Država   | Plivačica     | Vrijeme (min) |
| ------ | -------- | ------------- | ------------- |
| 1.     | SAD      | Lea Maurer    | 01:01,16      |
| 2.     | Japan    | Mai Nakamura  | 01:01,28      |
| 3.     | Njemačka | Sandra Völker | 01:01,47      |

#### 200 m leđno
| Mjesto | Država   | Plivač            | Vrijeme (min) |
| ------ | -------- | ----------------- | ------------- |
| 1.     | SAD      | Lenny Krayzelburg | 01:58,84      |
| 2.     | Njemačka | Ralf Braun        | 01:59,23      |
| 3.     | Kanada   | Mark Versfeld     | 01:59,39      |

| Mjesto | Država    | Plivačica           | Vrijeme (min) |
| ------ | --------- | ------------------- | ------------- |
| 1.     | Francuska | Roxanna Maracineanu | 02:11,26      |
| 2.     | Njemačka  | Dagmar Hase         | 02:11,45      |
| 3.     | Japan     | Mai Nakamura        | 02:12,22      |

### Prsni stil

#### 100 m prsno
| Mjesto | Država  | Plivač             | Vrijeme (min) |
| ------ | ------- | ------------------ | ------------- |
| 1.     | Belgija | Fred Deburghgraeve | 01:01,34      |
| 2.     | NR Kina | Qiliang Zheng      | 01:01,76      |
| 3.     | SAD     | Kurt Grote         | 01:01,93      |

| Mjesto | Država     | Plivačica         | Vrijeme (min) |
| ------ | ---------- | ----------------- | ------------- |
| 1.     | SAD        | Kristy Kowal      | 01:08,42      |
| 2.     | Australija | Helen Denman      | 01:08,51      |
| 3.     | Kanada     | Lauren Van Oosten | 01:08,66      |

#### 200 m prsno
| Mjesto | Država    | Plivač                 | Vrijeme (min) |
| ------ | --------- | ---------------------- | ------------- |
| 1.     | SAD       | Kurt Grote             | 02:13,40      |
| 2.     | Francuska | Jean-Christophe Sarnin | 02:13,42      |
| 3.     | Mađarska  | Norbert Rózsa          | 02:13,59      |

| Mjesto | Država   | Plivačica    | Vrijeme (min) |
| ------ | -------- | ------------ | ------------- |
| 1.     | Mađarska | Ágnes Kovács | 02:25,45      |
| 2.     | SAD      | Kristy Kowal | 02:26,19      |
| 3.     | SAD      | Jenna Street | 02:26,50      |

### Leptir stil

#### 100 m leptir
| Mjesto | Država     | Plivač         | Vrijeme (s) |
| ------ | ---------- | -------------- | ----------- |
| 1.     | Australija | Michael Klim   | 00:52,25    |
| 2.     | Švedska    | Lars Frölander | 00:52,79    |
| 3.     | Australija | Geoff Huegill  | 00:52,90    |

| Mjesto | Država     | Plivačica      | Vrijeme (s) |
| ------ | ---------- | -------------- | ----------- |
| 1.     | SAD        | Jenny Thompson | 00:58,46    |
| 2.     | Japan      | Ayari Aoyama   | 00:58,79    |
| 3.     | Australija | Petria Thomas  | 00:58,97    |

#### 200 m leptir
| Mjesto | Država    | Plivač          | Vrijeme (min) |
| ------ | --------- | --------------- | ------------- |
| 1.     | Ukrajina  | Denys Sylantjew | 01:56,61      |
| 2.     | Francuska | Frank Esposito  | 01:56,77      |
| 3.     | SAD       | Tom Malchow     | 01:57,26      |

| Mjesto | Država     | Plivačica     | Vrijeme (min) |
| ------ | ---------- | ------------- | ------------- |
| 1.     | Australija | Susan O’Neill | 02:07,93      |
| 2.     | Australija | Petria Thomas | 02:09,08      |
| 3.     | SAD        | Mitsy Hyman   | 02:09,98      |

### Mješovito

#### 200 m mješovito
| Mjesto | Država     | Plivač          | Vrijeme (min) |
| ------ | ---------- | --------------- | ------------- |
| 1.     | Nizozemska | Marcel Wouda    | 02:01,18      |
| 2.     | Francuska  | Xavier Marchand | 02:01,66      |
| 3.     | SAD        | Ron Karnaugh    | 02:01,89      |

| Mjesto | Država   | Plivačica         | Vrijeme (min) |
| ------ | -------- | ----------------- | ------------- |
| 1.     | NR Kina  | Yanyan Wu         | 02:10,88      |
| 2.     | NR Kina  | Yan Chen          | 02:13,66      |
| 3.     | Slovačka | Martina Moravcová | 02:14,26      |

#### 400 m mješovito
| Mjesto | Država     | Plivač       | Vrijeme (min) |
| ------ | ---------- | ------------ | ------------- |
| 1.     | SAD        | Tom Dolan    | 04:14,95      |
| 2.     | Nizozemska | Marcel Wouda | 04:15,53      |
| 3.     | Kanada     | Curtis Myden | 04:16,45      |

| Mjesto | Država   | Plivačica        | Vrijeme (min) |
| ------ | -------- | ---------------- | ------------- |
| 1.     | NR Kina  | Yan Chen         | 04:36,66      |
| 2.     | Ukrajina | Jana Klotschkowa | 04:38,60      |
| 3.     | Japan    | Yasuko Tajima    | 04:39,45      |

## Štafetna natjecanja

### 4x100 m slobodno
| Mjesto | Država     | Plivači                                                               | Vrijeme (min) |
| ------ | ---------- | --------------------------------------------------------------------- | ------------- |
| 1.     | SAD        | - Scott Tucker - Neil Walker - Jon Olsen - Gary Hall Jr.              | 03:16,69      |
| 2.     | Australija | - Michael Klim - Adam Pine - Richard Upton - Chris Fydler             | 03:16,97      |
| 3.     | Rusija     | - Aleksandr Popov - Roman Egorow - Wladislaw Kulikow - Denis Pimankow | 03:18,45      |

| Mjesto | Država     | Plivačice                                                                 | Vrijeme (min) |
| ------ | ---------- | ------------------------------------------------------------------------- | ------------- |
| 1.     | SAD        | - Lindsay Farella - Amy Van Dyken - Beth J. Bedford - Jenny Thompson      | 03:42,11      |
| 2.     | Njemačka   | - Sandra Völker - Franziska van Almsick - Simone Osygus - Katrin Meissner | 03:43,11      |
| 3.     | Australija | - Sarah Ryan - Rebecca Creedy - Susie O’Neill - Angela Kennedy            | 03:43,71      |

### 4x200 m slobodno
| Mjesto | Država                 | Plivači                                                                             | Vrijeme (min) |
| ------ | ---------------------- | ----------------------------------------------------------------------------------- | ------------- |
| 1.     | Australija             | - Michael Klim - Grant Hackett - Ian Thorpe - Daniel Kowalski                       | 07:12,48      |
| 2.     | Nizozemska             | - Pieter van den Hoogenband - Mark Van der Zijden - Martijn Zuijdweg - Marcel Wouda | 07:16,77      |
| 3.     | Ujedinjeno Kraljevstvo | - Paul Palmer - Gavin Meadows - Andrew Clayton - James Salter                       | 07:17,33      |

| Mjesto | Država     | Plivačice                                                                | Vrijeme (min) |
| ------ | ---------- | ------------------------------------------------------------------------ | ------------- |
| 1.     | Njemačka   | - Franziska van Almsick - Dagmar Hase - Silvia Szalai - Kerstin Kielgass | 08:01,46      |
| 2.     | SAD        | - Cristina Teuscher - Lindsay Benko - Brooke Bennett - Jenny Thompson    | 08:02,88      |
| 3.     | Australija | - Julia Greville - Anna Windsor - Susie O’Neill - Petria Thomas          | 08:04,19      |

### 4x100 m mješovito
| Mjesto | Država     | Plivači                                                        | Vrijeme (min) |
| ------ | ---------- | -------------------------------------------------------------- | ------------- |
| 1.     | Australija | - Matt Welsh - Phil Rogers - Michael Klim - Chris Fydler       | 03:37,98      |
| 2.     | SAD        | - Lenny Krayzelburg - Kurt Grote - Neil Walker - Gary Hall Jr. | 03:38,56      |
| 3.     | Mađarska   | - Attila Czene - Norbert Rózsa - Péter Horváth - Attila Zubor  | 03:39,53      |

| Mjesto | Država     | Plivačice                                                       | Vrijeme (min) |
| ------ | ---------- | --------------------------------------------------------------- | ------------- |
| 1.     | SAD        | - Lea Maurer - Kristy Kowal - Jenny Thompson - Amy Van Dyken    | 04:01,93      |
| 2.     | Australija | - Meredith Smith - Helen Denman - Petria Thomas - Susan O’Neill | 04:05,12      |
| 3.     | Japan      | - Mai Nakamura - Masami Tanaka - Ayari Aoyama - Sumika Minamoto | 04:06,27      |

## Objašnjenje kratica
- AF = afrički rekord
- AM = američki rekord
- AS = azijski rekord
- ER = europski rekord
- OC = oceanijski rekord
- OR = olimpijski rekord
- WR = svjetski rekord